# مارگریت پری
مارگِریت پِری (به فرانسوی: Marguerite Perey) (زاده ۱۹ اکتبر ۱۹۰۹ – درگذشته ۱۳ مه ۱۹۷۵) فیزیک‌دانی فرانسوی و کاشف عنصر فرانسیوم بود.
پری عنصر فرانسیوم را هنگام تصفیه لانتانیوم از آکتینیوم کشف کرد. در سال ۱۹۶۲ پری نخستین زنی بود که در آکادمی علوم فرانسه انتخاب شد.

## آثار
- "Sur un element 87, dérivé de l'actinium," Comptes-rendus hebdomadaires des séances de l'Académie des sciences, 208: 97 (1939).
- "Francium: élément 87," Bulletin de la Société chimique de France 18: 779 (1951).
- "On the Descendants of Actinium K: 87Ac223," Journal de Physique et le Radium17: 545 (1956).